# Верховне командування Союзних експедиційних сил
Верховне командування союзних експедиційних сил (англ. Supreme Headquarters Allied Expeditionary Force, SHAEF) — вищий орган військового управління Збройними силами західних союзників часів Другої світової війни у Західній Європі.
Створений у 1943 для підготовки вторгнення у Західну Європу. Беззмінним Верховним головнокомандувачем був генерал армії США Дуайт Ейзенхауер.

## Історія
У грудні 1943 року головнокомандувач союзними військами на Середземноморському театрі війни американський генерал Д. Ейзенхауер прибув до Англії, де очолив формування Верховного командування союзників, що створювалося у Кемп Гріффісс, у Теддінгтоні, Лондон. Запасним штабом став Саутвік Хаус поблизу Портсмута. Знов створений штаб активно підключився до розробки стратегічного плану вторгнення до Західної Європи — плану операції «Оверлорд», започаткованого британським лейтенант-генералом сером Фредеріком Е. Морганом, начальником штабу Верховного командування союзників (англ. COSSAC) та майор-генералом ом Реєм Баркером. Морган, який з березня 1943 року тимчасово очолював штаб Верховного головнокомандувача союзників, провів колосальну роботу, плануючи масштабну висадку морського та повітряного десанту сил вторгнення в Європу і продовжував роботу над планом до його фінальної версії, яка була реалізована в День Д, 6 червня 1944 року.

## Підпорядковані формування
- 1-ша повітрянодесантна армія — генерал генерал-лейтенант Луїс Бреретон
  -  18-й повітрянодесантний корпус‎ США
  -  1-й британський повітрянодесантний корпус Великої Британії
  - З'єднання військово-транспортної авіації

- 6-та група армій — генерал Джейкоб Деверс
  -  7-ма американська армія — генерал Александр Патч
    -  VI американський армійський корпус — генерал-майор Едвард Брукс
    -  XV американський армійський корпус — генерал-майор Вейд Гейсліп
    -  XXI американський армійський корпус — генерал-майор Френк Мілберн

  -  1-ша французька армія — армійський генерал Жан Марі де Латр де Тассіньї
    - I французький армійський корпус — генерал-лейтенант Антуан Бетуар
    - II французький армійський корпус — генерал-лейтенант Жозеф де Гослар де Монсабер

  - Армійська група «Альпи» — генерал-лейтенант Пол Дуаян

- 21-ша група армій — фельдмаршал Бернард Монтгомері
  -  2-га британська армія — лейтенант-генерал Майлз Демпсі
    -  XXX британський армійський корпус — лейтенант-генерал Браян Хоррокс
    -  VIII британський армійський корпус — лейтенант-генерал Річард О'Коннор/лейтенант-генерал Евелін Баркер
    -  XII британський армійський корпус — лейтенант-генерал Ніл Річі

  -  1-ша канадська армія — генерал Гаррі Крірар
    -  I канадський армійський корпус — лейтенант-генерал Чарльз Фоулкс
    -  II канадський армійський корпус — лейтенант-генерал Гай Сімондс
    -  I британський армійський корпус — лейтенант-генерал Джон Крокер

- 12-та група армій — генерал Омар Бредлі
  -  1-ша армія — генерал Кортні Ходжес
    -  VII армійський корпус — генерал-лейтенант Лоутон Коллінз

  -  3-тя армія — генерал Джордж Сміт Паттон
    -  III армійський корпус — генерал-майор Джеймс Ван Фліт
    -  V армійський корпус — генерал-майор Кларенс Гюбнер
    -  XII армійський корпус — генерал-майор Стаффорд Лерой Ірвін
    -  XX армійський корпус — генерал-майор Волтон Волкер

  -  9-та армія — генерал-лейтенант Вільям Худ Сімпсон
    -  VIII армійський корпус — генерал-майор Трой Міддлтон
    -  XIII армійський корпус — генерал-майор Алван Куллом Гіллем
    -  XVI армійський корпус — генерал-майор Джон Бенджамін Андерсон
    -  XIX армійський корпус — генерал-майор Реймонд Маклейн

  -  15-та армія — генерал-лейтенант Леонард Героу
    -  XXII армійський корпус — генерал-майор Ернест Гармон
    -  XXIII армійський корпус — генерал-майор Г'ю Джозеф Ґеффі